# NFL最優秀プレー賞
NFL最優秀プレー賞は、NFL年間授賞式であるNFLオナーズにおいて、ブリヂストンNFL最優秀プレー賞（英語: Bridgestone Moment of the Year）として表彰されるNFLの賞。2011年シーズンに創設された。

## 受賞者一覧
| シーズン | 選手                                                                        | チーム                     | プレー | ref   |
| -------- | --------------------------------------------------------------------------- | -------------------------- | --- | ----- |
| 2011     | ランドール・コブ                                                            | グリーンベイ・パッカーズ   | ニューオーリンズ・セインツ戦での108ヤードキックオフリターン・タッチダウン | [ 1 ] |
| 2012     | レイ・ライス                                                                | ボルチモア・レイブンズ     | サンディエゴ・チャージャーズ戦、4thダウン29ヤードでのショベルパス | [ 2 ] |
| 2013     | カルビン・ジョンソン                                                        | デトロイト・ライオンズ     | シンシナティ・ベンガルズ戦で3人にカバーされながらエンドゾーンでキャッチしたプレー |       |
| 2014     | オデル・ベッカム                                                            | ニューヨーク・ジャイアンツ | ダラス・カウボーイズ戦でディフェンスの激しいコンタクト（反則）で背中から落下しながら、ワンハンドキャッチでタッチダウンを決めたプレー |       |
| 2015     | アーロン・ロジャース リチャード・ロジャース                                 | グリーンベイ・パッカーズ   | デトロイト・ライオンズ戦で試合終了と同時に決めたヘイルメリーパス。「モータウンの奇跡」とも呼ばれる |       |
| 2016     | マイク・エバンス                                                            | タンパベイ・バッカニアーズ | アトランタ・ファルコンズ戦でのワンハンドキャッチ | [ 3 ] |
| 2017     | ケイス・キーナム ステフォン・ディグス                                       | ミネソタ・バイキングス     | ディビジョナルプレーオフ、ニューオーリンズ・セインツ戦残り10秒1点ビハインドから決まった61ヤード逆転タッチダウンパス。第4Qでの最終プレーで逆転したのは、NFLのポストシーズンゲーム史上初。「ミネアポリスの奇跡」とも呼ばれる                                                  | [ 4 ] |
| 2018     | ライアン・タネヒル ケニー・スティルス デバンテ・パーカー ケニアン・ドレイク | マイアミ・ドルフィンズ     | ニューイングランド・ペイトリオッツ戦残り7秒5点ビハインド、自陣31ヤードから始まったプレーで20ヤード弱のパスを通した後、ラグビーのようなバックトスで2回繋ぎ、タッチダウンに結びつけて逆転勝利したプレー。「マイアミの奇跡」とも呼ばれる                                       | [ 5 ] |
| 2019     | マット・ハーク ジェイソン・サンダース                                       | マイアミ・ドルフィンズ     | フィラデルフィア・イーグルス戦で、真ん中にセンター、パンターの2人のみという特殊なフォーメーションからスナップを受けたパンターがキッカーへタッチダウンパスを通したトリックプレー。キッカーがタッチダウンレシーブをしたのは1977年以来。「マウンテニア・ショット」とも呼ばれる | [ 6 ] |
| 2020     | カイラー・マレー ディアンドレ・ホプキンス                                   | アリゾナ・カージナルス     | バッファロー・ビルズ戦残り11秒から開始したダウンでセンターライン付近からマレーが投げたヘイルメリーパスを3人のディフェンス選手と競り合いながら、ホプキンスがエンドゾーンでキャッチして大逆転勝利したプレー。「ヘイル・マレー」とも呼ばれるプレー                             | [ 7 ] |
| 2021     | ジャスティン・タッカー                                                      | ボルチモア・レイブンズ     | デトロイト・ライオンズ戦で試合終了と同時に逆転勝利となるNFL史上最長の66ヤードフィールドゴールを決めたプレー | [ 8 ] |